# Brudefærd i Hardanger
Brudefærd i Hardanger er et oliemaleri fra 1848 af de to norske nationalromantiske malere Adolph Tidemand og Hans Gude. Maleriet, der er et af norsk kunsthistories mest berømte, er udstillet på Nasjonalgalleriet i Oslo.

## Motiv
Brudefærd i Hardanger er et typisk eksempel på de to kunstneres fælles arbejde, hvor Gude malede landskaberne, og Tidemand tog sig af skikkelserne. Værket står som et hovedværk i den norske nationalromantik. Her ses romantikkens sans for stemning, fantasi, følelse og natur kombineret med det unge Norges nationalisme. Et brudefølge er på vej over fjorden i båd efter vielsen. Brudeparret sidder i den forreste båd og længere tilbage skimtes flere både med bryllupsgæster. Brudeparret er klædt i norske folkedragter, bruden er iklædt traditionel pynt og brudekrone. Brudgommen er sandsynligvis ham, som hilser med hatten. Længst fremme i båden ser vi spillemanden, mens en anden i båden er i færd med at affyre en salut. De fleste af gæsterne er klædt i traditionelle norske dragter. Landskabet omkring viser en fin sommerdag under høje fjelde, med grønne træer og en spejlblank fjord. Vestlandsnaturen er smukt og dramatisk skildret, og de mørke fjelde ligger i kontrast til fjorden, som er oplyst af sollyset.